# 新化街

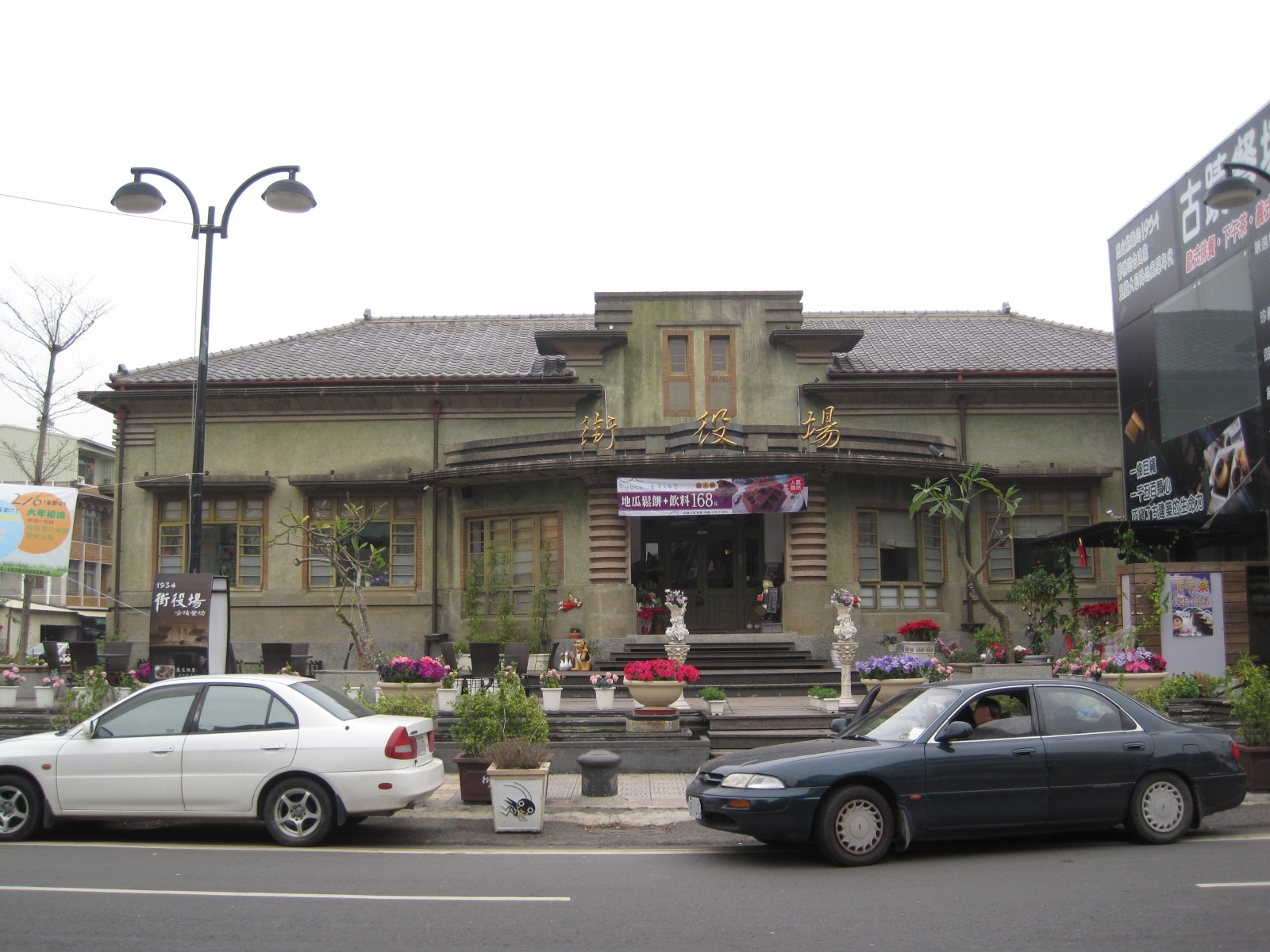
新化街役場

新化街，為1920年~1945年間存在之行政區，轄屬台南州新化郡，亦為該郡郡役所駐地。今台南市新化區。

## 街庄原名
原屬
- 大目降里之大目降街、拔林庄、礁坑仔庄
- 廣儲東里之大坑尾庄、知母義庄、竹仔脚庄、洋仔庄、唪口庄、北勢庄
- 廣儲西里之崙仔頂庄
- 保東里之頂山脚庄
  - 大目降街改稱新化[1]

## 行政區劃
新化街轄域內分為新化、拔林、礁坑子、大坑尾、知母義、竹子脚、洋子、唪口、北勢、崙子頂、頂山脚十一個大字。而新化街役場至今尚存，並指定為古蹟。
新化大字下有「太子廟」、「王公廟」、「觀音廟」小字名